# Oleksandr Serdjuk
Oleksandr Serdjuk (ukrainska: Олександр Сердюк) född 3 juli 1978 i Charkov, Ukrainska SSR, Sovjetunionen, är en ukrainsk idrottare som tog brons i bågskytte vid olympiska sommarspelen 2004.

## Meriter

### Olympiska meriter

#### Olympiska sommarspelen 2008

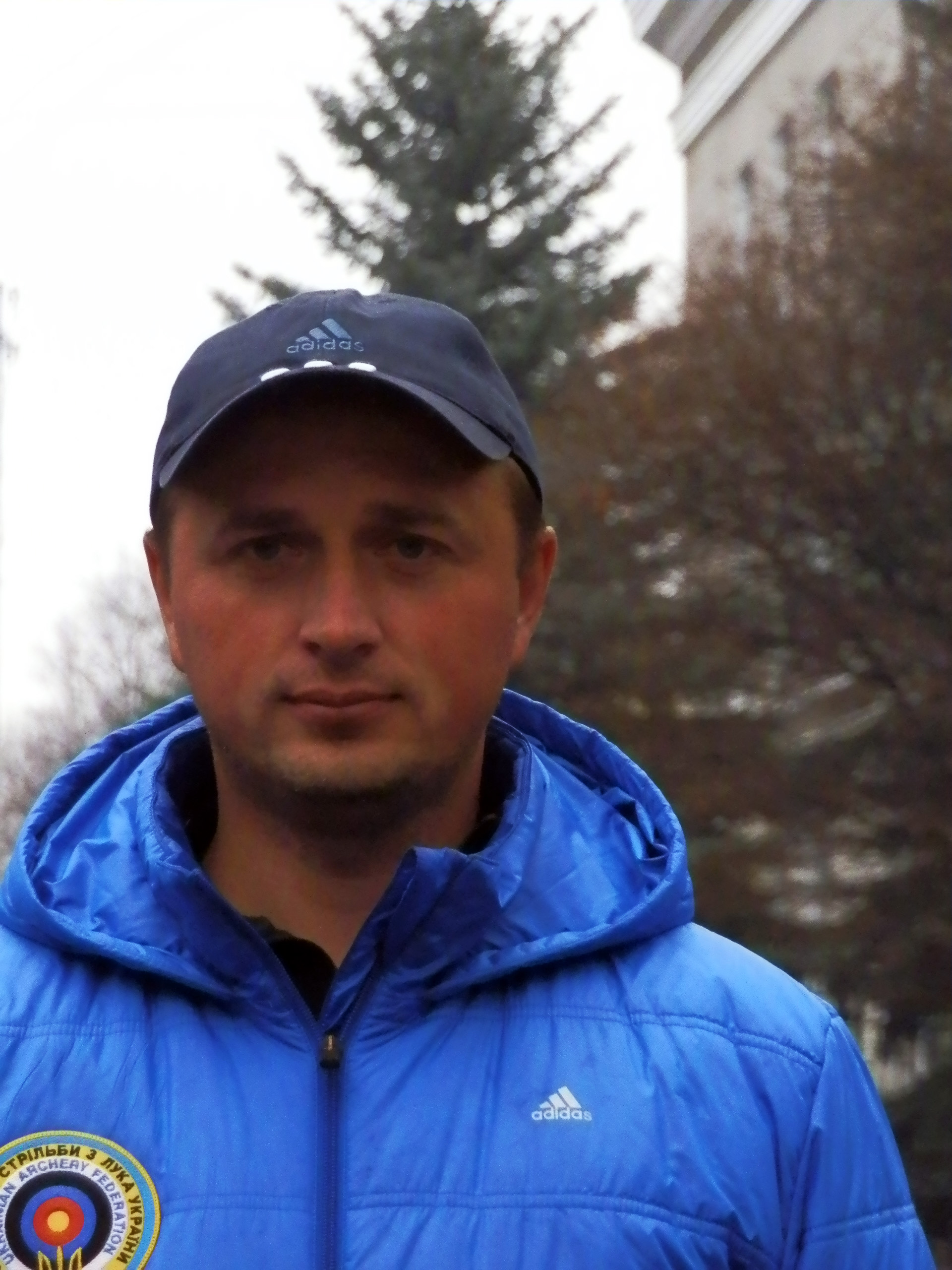
Oleksandr Serdyuk. Charkiv. 30 mars 2012

| Namn                                            | Gren         | Rankingrunda | Rankingrunda | 32-delsfinal                 | 16-delsfinal                               | 8-delsfinal      | Kvartsfinal          | Semifinal             | Final               | Final |
| Namn                                            | Gren         | Poäng        | Seed         | Resultat                     | Resultat                                   | Resultat         | Resultat             | Resultat              | Resultat            | Plats |
| ----------------------------------------------- | ------------ | ------------ | ------------ | ---------------------------- | ------------------------------------------ | ---------------- | -------------------- | --------------------- | ------------------- | ----- |
| Oleksandr Serdjuk                               | Individuellt | 661          | 20           | \|Pieper (GER)(45) W 107-105 | \|Dobrowolski (POL) (13) L 111(+9)-111(+8) | Gick inte vidare | Gick inte vidare     | Gick inte vidare      | Gick inte vidare    | 18    |
| Markiyan Ivashko Oleksandr Serdjuk Viktor Ruban | Lag          | 1997         | 2            |                              |                                            | bye              | Taiwan (7) W 214-211 | Italien (6) L 223-221 | Kina (12) L 222-219 | 4     |